# Йоахим Буве
Йоахим Буве (кит.: 白晋 або 白進, ввічлива назва: 明远) (18 липня 1656, Ле-Ман — 28 червня 1730, Пекін) — французький єзуїт, який працював у Китаї, провідний член руху фігуристів.

## Біографія
Буве приїхав до Китаю в 1687 році як один із шести єзуїтів, що входили до першої групи французьких місіонерів до Китаю, посланих Людовиком XIV з Франції під керівництвом Жана де Фонтені.
Перед тим, як визначитись з місцем призначення, він та його однодумці були прийняті до французької Академії наук та отримали доручення цього наукового органу проводити астрономічні спостереження, визначати географічне положення різних місць, у яких вони мали побувати, та збирати різні наукові дані.
Група відплила з Бреста 3 березня 1685 р. з настоятелем отцем Фонтанеєм після того, як за розпорядженням царя була забезпечена всіма необхідними науковими інструментами. Провівши деякий час у Сіамі, вони нарешті прибули до Пекіна, 7 лютого 1688 року. Єзуїти були добре сприйняті імператором Кансі. Буве і Жан-Франсуа Гербійон залишилися в Пекіні, навчаючи імператора математиці та астрономії.
Займаючись цією роботою, два єзуїти написали кілька математичних трактатів маньчжурською мовою, які імператор зобов'язав перекласти на китайську мову, додавши передмову сам. Так вони здобули його повагу та впевність, що він дасть місце в приміщенні Імператорського міста для церкви та резиденції, які були остаточно завершені в 1702 році.
Пізніше Буве служив посланцем китайського імператора у Франції, а в 1697 році повернувся до своєї батьківщини з вказівками імператора отримати нових місіонерів. Кансі зробив його носієм подарунка для французького короля — сорока дев'яти томів китайською мовою. Вони були здані в Королівську бібліотеку, а Людовик XIV, у свою чергу, доручив отцю Буве подарувати імператору чудово пов'язану колекцію гравюр. У 1698 році Буве зафрахтував корабель « Амфітрит», зареєструвавши його як військовий корабель, щоб уникнути митних зборів. У 1699 році Буве вдруге прибув до Китаю у супроводі десяти місіонерів, серед яких Йосип Анрі Марі де Премаре, Жан-Батист Регіс та Домінік Парренін. Кансі вшанував Буве ще й званням перекладача свого сина, спадкоємця.
У 1700 році разом із чотирма своїми товаришами-місіонерами Буве подарував імператору меморіал, попросивши ухвалити рішення щодо значення, яке надається різним церемоніям китайців на честь Конфуція та їх предків. Імператор, який захопився суперечками щодо церемоній, відповів, що це просто громадянські звичаї, які не мають ніякого релігійного значення. Меморіал разом із відповіддю імператорів був опублікований у пекінській газеті, але не зміг стримати хвилювання, яке тоді вирувало в Європі з цього питання. У 1706 році Кансі вирішив відправити Буве до Ватикану, щоб врегулювати суперечки з китайськими обрядами, але згодом передумав.

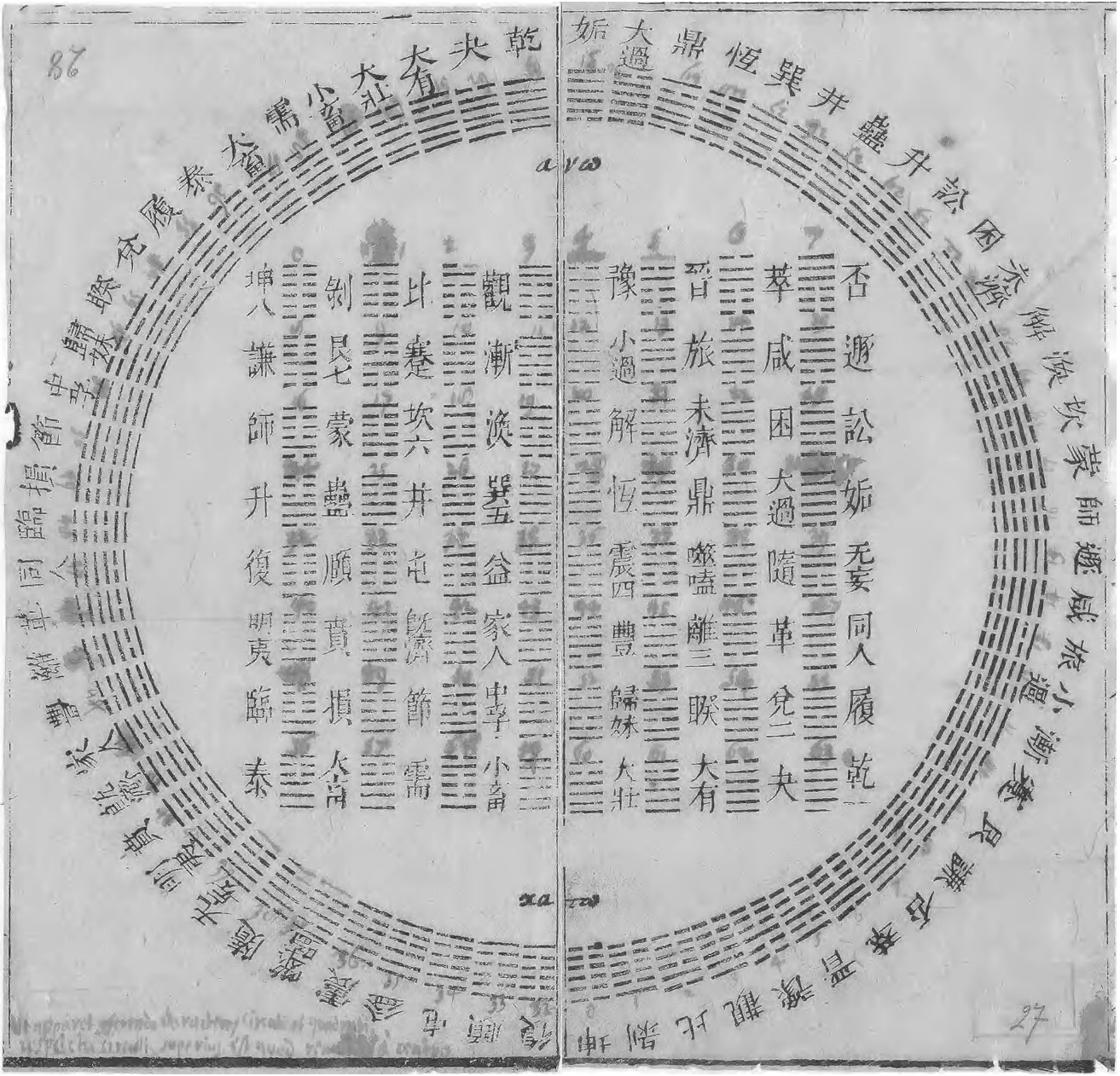
Діаграма гексаграм із Книги змін, надіслана Буве німецькому математику Готфріду Вільгельму Ляйбнізу в 1701 році.

З 1708 по 1715 рік Буве та Жан-Батист Регіс займалися оглядом країни та підготовкою карт різних її провінцій.
Як синолог Буве зосередив свої дослідження на Книзі змін. Намагаючись знайти зв'язок між китайською класикою та Біблією, Буве дійшов висновку, що китайці знали всю істину християнської традиції в давнину і що цю правду можна знайти в китайській класиці. Хоча деякі його тексти були опубліковані, жоден з найбільш екстремальних текстів Буве не був опублікований до середини 19 століття.
Буве помер у Пекіні 28 червня 1730 року. Його надгробна стела експонується у Музеї різьблення каменю в Пекіні (у храмі П'яти пагод) разом із надгробними стелами отця Гербіллона та отця Регіса.

## Основні твори
- Etat présent de la Chine, en figures gravées par P. Giffart sur les dessins apportés au roi par le PJ Bouvet (Париж, 1697)
- Portrait historique de l'empereur de la Chine (Париж, 1697)